# Otluoğlu, Düzce
Otluoğlu là một xã thuộc thành phố Düzce, tỉnh Düzce, Thổ Nhĩ Kỳ. Dân số thời điểm năm 2010 là 1.149 người.